# المجلس الوطني لقوى الثورة السلمية
أعلن عن المجلس الوطني لقوى الثورة السلمية في 17 أغسطس 2011، في خضم ثورة الشباب اليمنية, لتوحيد الجماعات المعارضة والأحزاب والائتلافات، والشباب المحتجين.
ومن بين الأعضاء - البالغ عددهم 143 عضواً - قياديين من التجمع اليمني للإصلاح ، الحراك الجنوبي ،الحزب الاشتراكي اليمني والقادة العسكريين من الفرقة الاولى مدرع المؤيدين للثورة .